# Lord Kinnaird

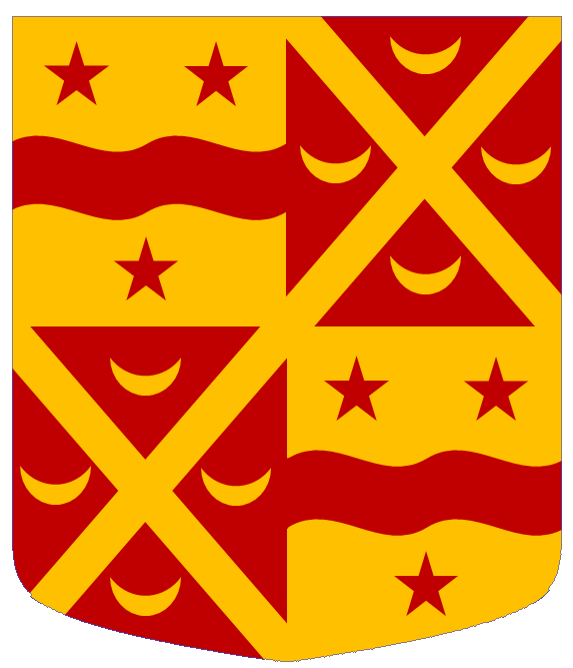
Stemma dei Lord Kinnaird.

Lord Kinnaird era un titolo fra i pari di Scozia, creato nel 1682 per George Kinnaird. Il nono Lord fu creato Barone Rossie, di Rossie nella contea di Perth, fra i pari del Regno Unito nel 1831, con la normale possibilità di trasmissione agli eredi maschi. Nel 1860 fu creato barone Kinnaird, di Rossie nella contea di Perth, anche questo fra i paria del Regno Unito, con la possibilità speciale di trasmettere il titolo al fratello minore, Arthur. Lord Kinnaird non ebbe figli maschi sopravvissuti e la baronia di Rossie si estinse alla sua morte nel 1878. Fu succeduto nella signoria scozzese e baronia di Kinnaird dal fratello minore, Arthur, il decimo Lord. L'undicesimo Lord fu un importante calciatore e presidente della federazione calcistica dell'Inghilterra. Il titolo è inattivo dalla morte del tredicesimo Lord nel 1997.

## Lord Kinnaird (1682)

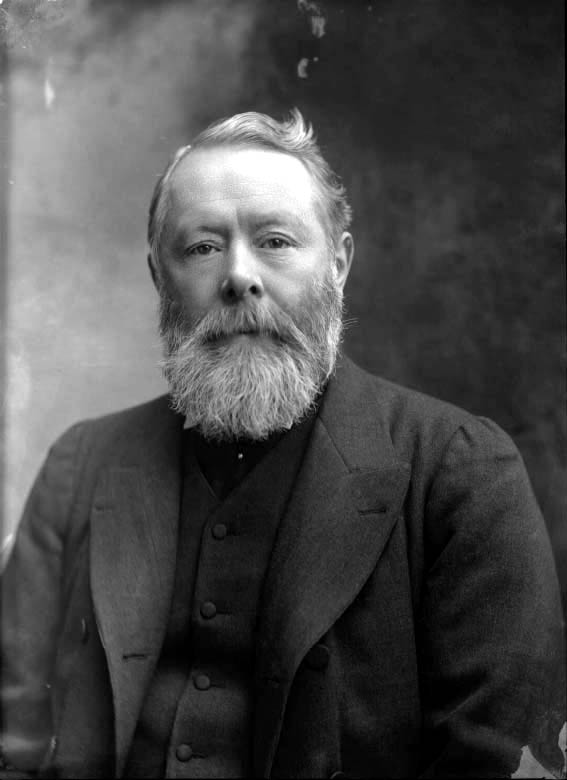
Arthur Kinnaird, c. 1905. Fu un calciatore di rilievo e poi presidente della federazione calcistica dell'Inghilterra fino alla sua morte nel 1923

- George Kinnaird, I Lord Kinnaird (m. 1689)
- Patrick Kinnaird, II Lord Kinnaird (1653-1701)
- Patrick Kinnaird, III Lord Kinnaird (1683-1715)
- Patrick Kinnaird, IV Lord Kinnaird (1707-1727)
- Charles Kinnaird, V Lord Kinnaird (1684-1758)
- Charles Kinnaird, VI Lord Kinnaird (1719-1767)
- George Kinnaird, VII Lord Kinnaird (1754-1805)
- Charles Kinnaird, VIII Lord Kinnaird (1780-1826)
- George William Fox Kinnaird, IX Lord Kinnaird, I barone Kinnaird (1807-1878) 
  - Victor Alexander Kinnaird, Master of Kinnaird (1840–1851)
  - Charles Fox Kinnaird, Master of Kinnaird (1841–1860)
- Arthur Fitzgerald Kinnaird, X Lord Kinnaird, II barone Kinnaird (1814-1887)
- Arthur Fitzgerald Kinnaird, XI Lord Kinnaird, III barone Kinnaird (1847-1923)
  - Hon. Douglas Arthur Kinnaird, Master of Kinnaird (1879-1914)
- Kenneth Fitzgerald Kinnaird, XII Lord Kinnaird, IV barone Kinnaird (1880-1972)
- Graham Charles Kinnard, XIII Lord Kinnaird, V barone Kinnaird (1912-1997)
  - Nicholas Charles Kinnaird (1946-1951)